# (2158) Tietjen
(2158) Tietjen (1933 OS) – planetoida z pasa głównego asteroid okrążająca Słońce w ciągu 5,37 lat w średniej odległości 3,07 au. Odkryta 24 lipca 1933 roku.